# Wolf's Rain
Wolf's Rain (ウルフズ・レイン, Urufuzu Rein, lit. ‘La pluja del llop’) és una sèrie d'anime emesa per primera vegada en el Japó el 6 de gener del 2003. Va durar una temporada completa de 26 episodis, i quatre més es van distribuir en DVD al Japó al gener i febrer del 2004, completant la història.

Originalment creada per Keiko Nobumoto, escriptor i editor (més conegut pel seu treball en la popular sèrie Cowboy Bebop), i que en paral·lel va publicar una versió manga de la història. La sèrie està disponible en DVD en els Estats Units, llicenciada per a la seva distribució per Bandai Entertainment. La banda sonora i efectes va ser composta per Yoko Kanno.